# Freddy Bourgeois (football)
Pour les articles homonymes, voir Bourgeois et Freddy Bourgeois (homonymie).
Freddy Bourgeois était un footballeur français né le 23 février 1977 à Revin (Ardennes).
Formé à Sedan il rejoint Valenciennes pour plusieurs saisons, avant de venir à Dijon. Il jouait au poste d'attaquant.

## Carrière de joueur
- 1998-2000 : CS Sedan-Ardennes (4 matchs en Ligue 2; 6 matchs en Ligue 1)
- 2000-2001 : AS Cannes (25 matchs et 1 but marqué en Ligue 2)
- 2001-2002 : CS Sedan-Ardennes (1 matchs en Ligue 1)
- 2002-2003 : Valenciennes FC (33 matchs et 11 buts marqués  en National)
- 2003-2004 : Nîmes Olympique (30 matchs et 6 buts marqués en National)
- 2004-2007 : Valenciennes FC (34 matchs et 5 buts marqués en National; 31 matchs en Ligue 2; 9 matchs et 1 but marqué en Ligue 1)
- 2007-2009 : Dijon FCO (14 matchs en Ligue 2)
- depuis 2009 : CSO Amnéville (41 matchs en CFA)[2]

À la fin de sa carrière de professionnel il entraine l'équipe de Douzy en tant que coach

## Palmarès du joueur
- Champion de France de National en 2005 (avec le Valenciennes FC)
- Champion de France de Ligue 2 en 2006 (avec le Valenciennes FC)